# Biarritz Olympique
Biarritz Olympique – zespół rugby mający siedzibę w małej miejscowości francuskiej Baskonii Biarritz. Drużyna powstała w 1913 r. i jest jednym z najbardziej utytułowanych klubów rugby we Francji.

## Informacje ogólne
- Klasa rozgrywek:  Top 14
- Barwy: czerwono-białe
- Stadion: Parc des Sports Aguiléra
- Liczba miejsc: 13 500
- Trener klubu::  Patrice Lagisquet
- Oficjalna strona:

## Sukcesy
- Mistrzostwo Francji:  (1935, 1939, 2002, 2005, 2006)
- Wicemistrzostwo Francji:  (1934, 1938, 1992)
- Finał Pucharu Francji:  (2002)
- Finał Pucharu Heinekena:  (2007)